# ビングの距離化定理
数学の位相幾何学の分野におけるビングの距離化定理（ビングのきょりかていり、英: Bing metrization theorem）とは、位相空間が距離化可能となる場合を特徴づける定理であり、アーエイチ・ビングの名にちなむ。この定理では、ある位相空間 {\displaystyle X} が距離化可能であるための必要十分条件は、それが正則かつ T0 であり、σ-離散的な基底を持つことであると述べられている。ここで、ある集合族が σ-離散的であるとは、それが可算個の離散族の合併であることを言い、ある空間 {\displaystyle X} の部分集合の族 {\displaystyle F} が離散であるとは、{\displaystyle X} の任意の点に対して、多くとも一つの {\displaystyle F} の要素と共通部分を持つような近傍が存在することを言う、
距離化可能性のための十分条件のみを与えるウリゾーンの距離化定理とは異なり、この定理では位相空間が距離化可能であるための必要条件と十分条件のいずれもが与えられている。
この定理は 1951 年にビングによって初めて証明されたが、同じ頃長田潤一（1950）およびユーリ・スミルノフ（1951）によって独立に証明された長田＝スミルノフの距離化定理においても発見された。それらの定理はしばしば、一まとめにビング＝長田＝スミルノフの距離化定理と呼ばれる。この定理は他の距離化定理を証明する上で用いられることが多い。例えば、collectionwise normal なムーア空間は距離化可能であると述べたムーアの距離化定理などは、この定理の直接的な帰結である。